# Villa Bernocchi-Colombo
La Villa Bernocchi-Colombo è una villa settecentesca, edificata a Rescaldina nella frazione di Rescalda.

## Storia
Edificata nel XVIII secolo, sul camino della villa compariva la data 1710, anno della probabile costruzione della villa.
Fino alla fine del '700, la villa venne usata come sede di un Ordine religioso. Successivamente fuorono applicate delle modifiche alla facciata, con l'aggiunta di statue.
La politica restauratrice degli austriaci che comportò la creazione del Regno Lombardo-Veneto, portò nel 1816 al ristabilimento del Comune di Rescalda. Si pensa che la villa sia stata ultizzata come sede comunale dell'attuale frazione.
Nell'Ottocento divenne proprietà prima dei Bernocchi e successivamente dei Colombo.
Circondata da una corte, si accede tramite un portale ad arco, su cui è stato posizionato uno scudo nella parte superiore, sul quale è rappresentato lo stemma della contrada della frazione di Rescalda.

## Caratteristiche
La villa è raggiungibile percorrendo il sentiero all'entrata da Via Alberto da Giussano al civico 143, oppure da Via Don Luigi Repetti.
La parte della villa che si affaccia su via Repetti presenta una facciata simmetrica con diverse finestre con persiane su entrambi i livelli e una balaustra decorativa lungo la linea del tetto. L’ingresso principale è al centro, affiancato da due lampade. Davanti alla villa c’è un vialetto che conduce all’entrata. Al piano superiore sono presenti tre baconate con ringhiere in ferro battuto.
Sopra al portone principale, è presente una raffigurazione dello stemma del comune di Rescaldina.